# Lachmovci
Lachmovci (arabsky اللخميون) neboli Banú Lachm byl před-islámský arabský kmen, který posléze založil království ve východní Arábii včetně jižní oblasti dnešního Iráku zahrnující oblast západního břehu Perského zálivu, které však náleželo de iure Sásánovské Persii. Lachmovci byli střídavě spojenci a vazaly Sásánovské říše a účastnili se na její straně římsko-perské války proti Východořímské, resp. Byzantské říši a jejím arabským spojencům Ghássánovcům, s nimiž měli hraniční spory. To byla také jedna z příčin nebo spíš záminek k vedení války mezi oběma stranami. Lachmovci se proto jako spojenci a vazalové těšili sásánovské podpory, ale i jako středisko asyrské církve Východu, aby římská církev měla konkurenci. Nicméně v roce 602 perský velkokrál Husrav II. podezíral lachmovského krále al-Nu'mana III. íbn al-Mundhira ze zrady, proto jej zavraždil a Lachmovské království nechal anektovat Sásánovskou říší. Na uvolněné místo krále byli nastupujícím Hormizdem IV. (vládl 579–590) dosazeni dva místodržící, jeden arabský do města al-Hírá a druhý perský, ale nové poměry v bývalém království nakonec trvaly jen omezenou řadu let, když byla celá oblast roku 633 kompletně dobyta muslimskými Araby. O několik desetiletí později pak zanikla celá Novoperská říše.